# Co-sotto 1-6
Co-sotto 1-6（こそっといちろく）は、NACK5で2010年4月3日から2014年6月28日まで毎週土曜（日曜未明）の25:00〜30:00に放送されていたラジオ番組。

## パーソナリティ
現在のパーソナリティ
- 島田秀平
- タムケン

過去のパーソナリティ
- X-GUN

内包番組を担当していた。
代理パーソナリティ
- 福田萌

遅刻した島田の代理として出演した。

## 現在のタイムテーブル
2014年4月 - 
- 1:20頃　-　渾身の一言
- 2:00　-　島田の部屋
- 3:00　-　今日の首都神話
- 3:15頃　-　教えて！みこすり大辞典
- 3:30頃　-　月刊 若手芸人
- 4:00　-　どっちの推しでショー
- 4:15頃　-　みんなの悩みを聞け～！
- 5:00　-　教えてGPS
- 5:15頃　-　GOLF  WEATHER
- 5:35頃　-　島田の開運日曜日！
- 5:45頃　-  GOLF  WEATHER

## 過去のタイムテーブル
番組開始 - 2011年3月までの基本タイムテーブル
- 1:30頃　-　不幸のピタゴラスイッチ
- 2:00　-　今日の首都神話
- 2:30　-　3:00　「X-GUNのゴリガチK」
- 3:00　-　島田の部屋
- 4:00　-　4時のめざにゅ～的挨拶
- 4:02頃　-　最も怖くなる話
- 4:15頃　-　手相芸人に続く新規の肩書き
- 4:30　-　俺がひさタロウ
- 5:00　-　教えて埼玉（泥つきごぼう座右衛門のコーナー）
- 5:15頃　-　GOLF WEATHER
- 5:30頃　-　島田の開運日曜日！
- 5:45頃　-　GOLF WEATHER

2011年3月 - 2012年3月までの基本タイムテーブル
- 1:30頃　-　渾身の一言
- 2:00　-　今日の首都神話
- 2:30　-　3:00　「X-GUNのゴリガチK」
- 3:00　-　島田の部屋
- 4:00　-　4時のめざにゅ～的挨拶
- 4:02頃　-　最も怖くなる話
- 4:15頃　-　俺の悩みを聞け‼︎
- 4:30頃　-　ふつおた
- 5:00　-　教えて埼玉（泥つきごぼう座右衛門のコーナー）
- 5:15頃　-　GOLF WEATHER
- 5:30頃　-　島田の開運日曜日！
- 5:45頃　-　GOLF WEATHER

2012年4月 - 2012年9月までの基本タイムテーブル
- 1:30　-　渾身の一言
- 2:00　-　島田の部屋
- 3:00　-　3:30　「X-GUNのゴリガチK」
- 3:30　-　今日の首都神話
- 4:00　-　どっちの推しでショー
- 4:16頃　-　みんなの悩みを聞け〜！
- 5:00　-　教えてGPS
- 5:15頃　-　GOLF　WEATHER
- 5:35頃　-　島田の開運日曜日！
- 5:45頃　-　GOLF　WEATHER

2012年10月 - 2014年3月までの基本タイムテーブル
- 1:20　-　渾身の一言
- 1:40　-　2:00　「X-GUNのザ・ゴリガチテン」
- 2:00　-　島田の部屋
- 3:00　-　今日の首都神話
- 3:30頃　-　教えて！みこすり大辞典
- 4:00　-　どっちの推しでショー
- 4:16頃　-　みんなの悩みを聞け～！
- 5:00　-　教えてGPS
- 5:15頃　-　GOLF  WEATHER
- 5:35頃　-　島田の開運日曜日！
- 5:45頃　-  GOLF  WEATHER

## コーナー紹介
渾身の一言
毎回出題される様々なシチュエーションに対し、究極の決めゼリフを決めるコーナー。最優秀作品には番組のオリジナルステッカーがプレゼントされる。
島田の部屋
ゲストコーナー。毎回様々なゲストが登場する。
今日の首都神話
島田が最も得意とする都市伝説や怖い話など未確認の噂話を紹介するコーナー。
教えて！みこすり大辞典
毎回出題されるお題にイヤらしく聞こえる言葉を考えてもらうコーナー。Co-sotto 1-6の名物&人気コーナー。最優秀作品には番組オリジナルステッカーがプレゼントされる。以前は番組が誇る「言いたガール(番組AD等)」と呼ばれる人に最優秀作品を読んでもらうことが恒例となっていた。
月刊 若手芸人
毎月第一週目の放送で若手芸人2組を招き、自ら企画のプレゼンをしてもらう。その後リスナーからのメッセージを紹介し、島田・タムケン・ディレクター・ミキサー・アシスタントディレクターの5人が2組の内で良いと思う方の企画に投票。得票数の多かった方の若手芸人が次週から1ヶ月間内包番組のパーソナリティを務められる。内包番組のタイトルは「月刊 （芸人名）」となる。
どっちの推しでショー
毎週一つのテーマに島田とタムケンが出した意見に賛同するリスナーを募るコーナー。リスナーから送られてきたメールを集計し、どちらの意見がより支持を集めたかを競う。
みんなの悩みを聞け〜！
毎週リスナーから寄せられた悩みに対しリスナーからアドバイスを送ってもらうコーナー。

## エピソード
2010年
- 4月3日、放送開始。緊張のため島田は噛むことが多かった。
- 放送開始当初、タムケンは放送作家として島田の目の前に座っていたが、島田があまりにも噛む回数が多いことから、喋ってフォローを入れるなどしていた。
- 島田をこよなく愛するリスナー、ひさタロウが番組内で取り上げられ、そこから「俺がひさタロウ」というコーナーが生まれる。
- 大宮アルシェでの公開収録が行われたことがある。

2011年
- タムケンが、正式に放送作家兼パーソナリティとして出演し始める。
- 3月11日の放送は震災の影響により、全てのコーナーが中止となった。
- タムケンが仮眠の取りすぎにより寝坊。最初の1時間は島田が一人喋りで繋いだが、噛んだり早口になったりするため、終始グダグダとなった。数ヶ月後、今度は島田が地方から大宮までの最終列車に乗り遅れ大遅刻。急遽タムケンとピンチヒッターの福田萌により放送を行った。島田は朝5時前にスタジオに到着しその日のゲストとして扱われた。
- 番組が企画した島田・タムケンとリスナー参加のバスツアーが行われた。途中からThe Nutty Radio Show おに魂木曜日パーソナリティの小林アナも飛び入り参加した。
- リスナーによる島田に対するプチドッキリがプチ恒例となる[2]。以降同じような有名人のなりすましメールを送るのが数ヶ月続いた。

2012年
- 深夜にアリコンや小林アナへアポなし逆電するのが恒例となる。タムケンが「最後にリスナーにむけて一言」と振り相手が「えーと、」と言うとタムケンが電話を切るのも恒例である。
- 島田のマネージャー・小倉ちゃんが可愛いというリスナーの評判が広まり、小倉ちゃんへの愛のメッセージを送ったり小倉ちゃんだけを拝むために出待ちを行うリスナーが急増した。また同じように番組元AD・あきえちゃんも番組内でかわいいと評判になった。
- スペシャルウィークの時に島田のお見合い企画が行われたことがある。島田を恋愛対象として見ている女性がスタジオに登場し実際にお見合いをしたが、島田は緊張により顔は真っ赤。喋ることすらままならない状態となりタムケンに叱られた。

2013年
- 3月2日放送の渾身の一言で、「島田秀平のWikipediaにまだ書かれていないが、これこそ載せるべき渾身の一言とは」についてメッセージを募集した。その結果、「枝豆に虫が入っていたことがトラウマになっており、枝豆嫌いである」が採用された。
- 翌週の2013年3月9日放送の渾身の一言で、「タムケンのWikipediaにまだ書かれていないが、これこそ載せるべき渾身の一言とは」についてメッセージを募集した。その結果、「ダウンジャケットにマスクが定番である」が採用された。
- 更にその翌週の2013年3月16日放送の渾身の一言でこの項目について触れており、「Co-sotto 1-6のWikipediaにまだ書かれていないが、これこそ載せるべき渾身の一言とは」についてメッセージを募集した。
- 4月、NACK5の特別企画で、東松山の商店街にて公開収録が行われた。(ゲスト：ななめ45°)

2014年
- 1月4日放送で、テーマ「所信表明」についてのトーク中、タムケンが既に2年前に結婚していたことを明らかにした。また、息子がいることも同時に言及されている。
- その翌週の日曜日(1月12日)に行われた結婚式には島田も出席することになっており、その事実を知った島田は終始驚きを隠せない様子であった。また、タムケンが結婚していたことを番組ディレクターや島田のマネージャーが以前から知っていたということも同時に伝えられた。この結婚発表には島田のみならず多くのリスナーからも驚きの声が上がった。
- 2月8日放送の渾身の一言で、「2014年、イチロクが推していくべき渾身の挨拶とは」についてメッセージを募集した。その結果、1時台のタイトルコール前の挨拶には「今日もゲスナー達の心をイチロックオン」、5時台の挨拶には「こそっとおはロク」が採用された。この挨拶は同日5時台及び翌週タイトルコール前から実際に使用されている。
- 更に同日の同コーナーにおいてリスナーのことを「ゲスナー」と呼ぶことが決定された。